# Сквер Академіка Корольова (Одеса)
Сквер Академіка Корольова (також відомий, як сквер «Луч») — сквер на розі вулиць Академіка Корольова та Левітана. Сквер розташований біля колишнього кінотеатру «Промінь».
Загальна площа скверу — приблизно 2 га, з яких три чверті його площі зайнято зеленими насадженнями.

## Історія
Після того, як у 2001 році біля скверу згорів кінотеатр «Промінь», за словами колишньої власниці кінотеатру, власником території колишнього кінотеатру у 2005 році стала компанія «Південь-курорт-сервіс», яка хотіла на території збудувати 3-секційний 18-поверховий будинок, що у 2007 році погодив міськвиконком. Однак тоді суд заборонив будівництво. У 2009 році рішення було скасовано.
У 2019 році розпочалось планування благоустрою скверу, проєкт якого передбачає розміщення дитячого спортивно-ігрового центру. В серпні 2020 року було схвалено відповідний проєкт рішення в міськраді, а у вересні розпочато підготовчі роботи. У жовтні того ж року місцеві мешканці вийшли на протест проти будівництва спортивно-розважального центру.
У грудні 2022 року на території скверу розгортались мобільні «Пункти незламності».

## Галерея

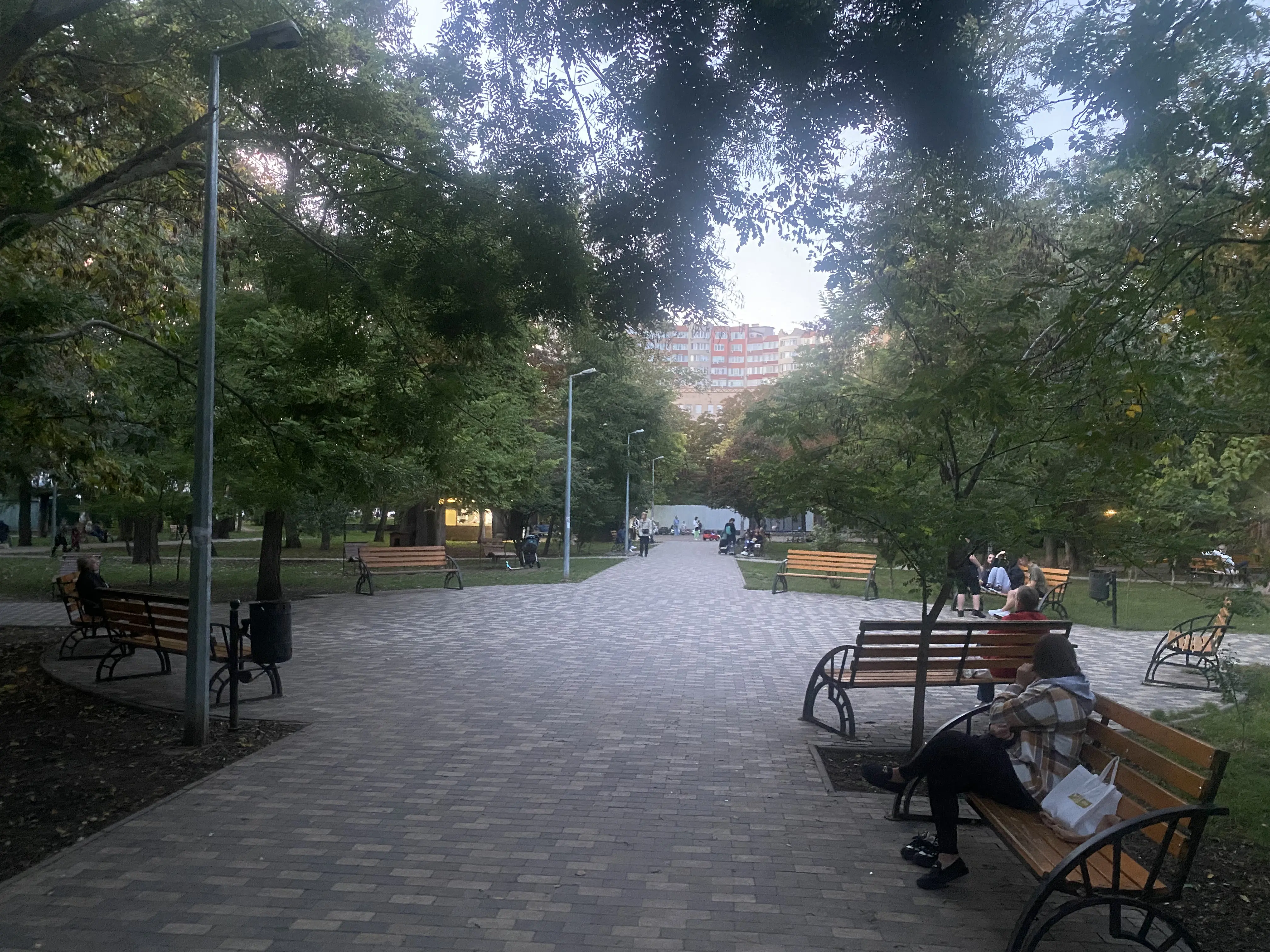
Вигляд удень
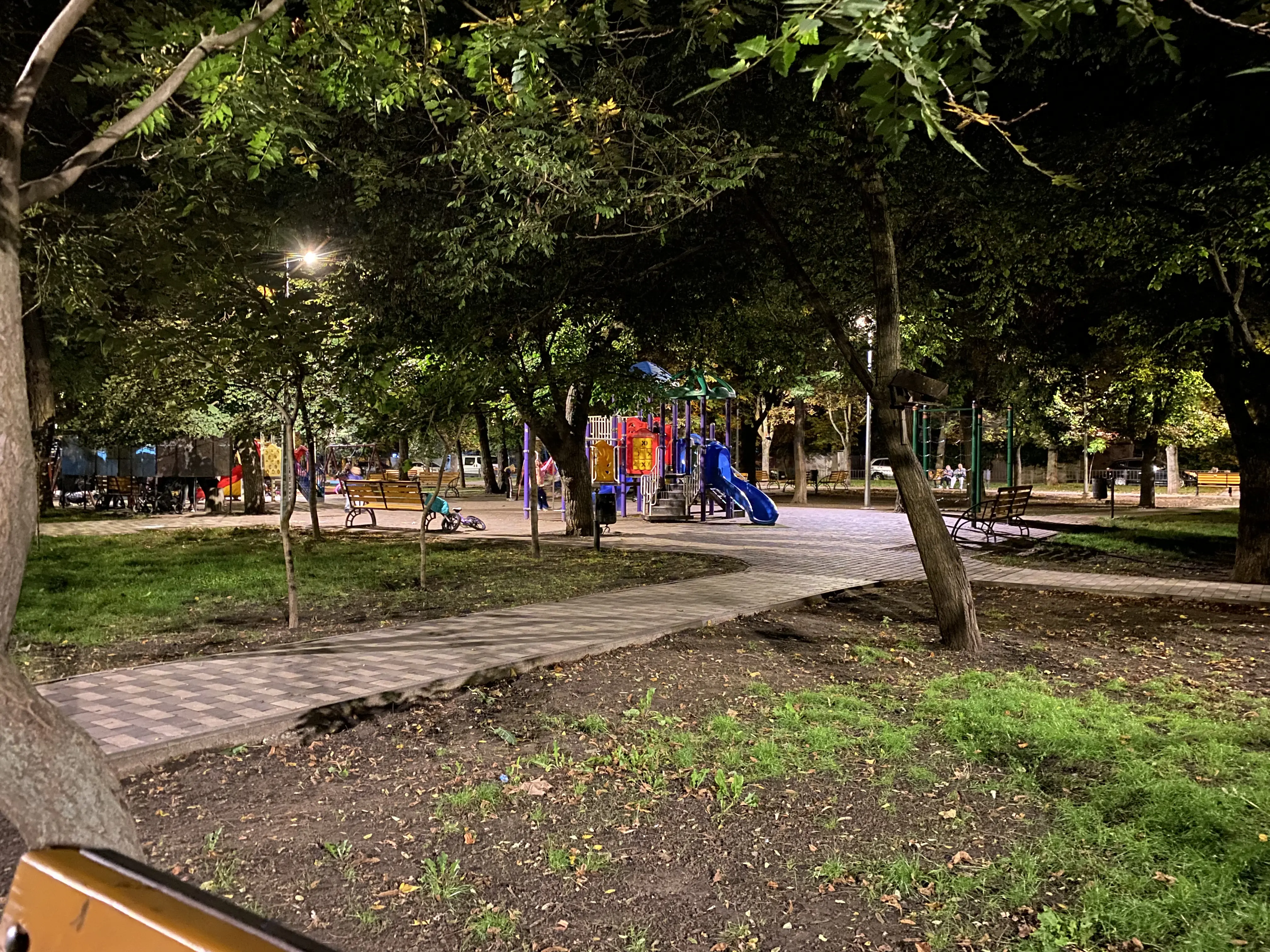
Дитячий майданчик